# Старущенко Анатолій Геннадійович
Анатолій Геннадійович Старущенко (нар. 14 січня 1988, Жданов, УРСР) — український футболіст, воротар.

## Життєпис
Вихованець клубу «Іллічівець» (Маріуполь), кольори якого захищав у юнацьких чемпіонатах України (ДЮФЛУ). 17 квітня 2005 року розпочав футбольну кар'єру в другій команді маріупольського «Іллічівця». Навесні 2009 року відправився в піврічну оренду до «Єдності» (Плиски). На початку 2010 року став гравцем армянського «Титану». У команді були резервним воротарем, зіграв лише один матч у першій команду, тому влітку 2011 року виїхав до Таджикистану, де приєднався до «ЦСКА-Памір» (Душанбе). Влітку 2013 року перебрався до «Хайр Вахдату», але два роки по тому повернувся до «ЦСКА-Памір». 2 березня 2018 року підписав контракт з ПФК «Суми». Влітку перейшов до хмельницького «Поділля», в якому грав до кінця року. У 2019 році ще раз виїхав за кордон, грав у Канадській лізі сокеру з «Воркута» (Торонто). У своєму дебютному сезоні в складі «Воркути» допоміг виграти Перший дивізіон КЛС.

## Досягнення

### Клубні
«Хайр Вахдат»
- Чемпіонат Таджикистану
  -  Срібний призер (1): 2014
  -  Бронзовий призер (1): 2013

«ЦСКА-Памір»
- Чемпіонат Таджикистану
  -  Бронзовий призер (1): 2017